# Джеральд Макбоинг-Боинг
Джеральд Макбоинг-Боинг (англ. Gerald McBoing-Boing) — короткометражный мультфильм о маленьком мальчике, который вместо выражения словами, разговаривал звуковым эффектом. Фильм был создан студией United Productions of America (UPA) и был выпущен Columbia Pictures 2 ноября 1950 года. Сценарий написан Филом Истмэном и Биллом Скоттом по рассказу Доктор Сьюз. Режиссёры — Роберт Кэннон и Джон Хабли.
Фильм Джеральд Макбоинг-Боинг стал победителем премии Оскар в категории Лучший анимационный короткометражный фильм. В 1994 году вошёл в список 50 величайших мультфильмов, что сделало с самым высоким рейтингом в списке созданный студией UPA. В 1995 году мультфильм был выбран Библиотекой Конгресса для сохранения в Национальном реестре фильмов США как «культурно, исторически или эстетически значимый».

## Оригинальная запись, фильм UPA и продолжение
История Доктора Сьюза первоначально была выпущена на виниловой пластинке, текст прочитал ветеран радио Гарольд Пири в рамках радио эфира «The Great Gildersleeve». Запись дорожки произвёл Билли Мэй под лейблом Capitol Records.
Мультфильм стал первой успешной картиной созданной студией UPA после их первых экспериментов с другими короткими мультфильмами, например «Лиса и ворона» для компании «Columbia Pictures». Эта была художественная попытка отойти от строгого реализма в анимации, разработанного и усовершенствованного Уолтом Диснеем. Мультфильмы не должны были подчиняться правилам реального мира (как доказали короткометражные фильмы режиссёра Текса Эйвери и физика в мультипликации), поэтому студия UPA экспериментировала с нереалистичным стилем, в котором изображались карикатуры, а не реалистичные изображения.
Это был важный шаг в развитии ограниченной анимации, у которой было дополнительное преимущество: её производство было гораздо дешевле.
Сюжет рассказывает Джеральда МакКлоя, двухлетнего мальчика, который начинает «говорить» в форме звуковых эффектов. Его первым словом становится «боинг-боинг». В панике его отец звонит врачу, который сообщает ему, что он ничего не может с этим поделать. По мере того, как мальчик подрастает, он улавливает больше звуков и может совершать коммуникативные жесты, но пока не может произнести ни одного слова на английском языке. Несмотря на это, его принимают в обычную государственную школу, но больше проблем возникает, когда сверстники упрекают его и дают уничижительное имя «Джеральд МакБоинг-Боинг». Напугав и разозлив своего отца, у него нет другого выбора, кроме, как убежать, сесть на поезд и уехать в неизвестном направлении. Однако, незадолго до того, как он сядет на поезд, агент по поиску талантов с радиостанции NBC Radio Network (как указано NBC chimes) обнаруживает Джеральда и нанимает его в качестве актёра фоли-эффектов на NBC. Выступая за микрофоном с шоу для подразделения компании с надписью «XYZ». Благодаря чему, Джеральд становится очень известным.
Студия UPA выпустила ещё три короткометражных фильма: «Симфония Джеральда МакБоинга-Боинга» (1953 год), «Как теперь Боинг-Боинг» (1954 год) и «Джеральда МакБоинга! Боинг! на „Планете Му“» (1956 год, номинант на премию «Оскар»). Второй и третий фильмы сохранили рифмованное повествование в стиле доктора Сьюза, но не были основаны на его произведениях. В последнем фильме от этого подхода отказались.
Все четыре короткометражных фильма «Gerald McBoing Boing» были выпущены в 1980 году на домашнем видео под названием «Columbia Pictures Presents Cartoon Adventures Starring Gerald McBoing Boing». Они были представлены в некачественной картинке, особенно «Planet Moo», который был сжат, чтобы подогнать рамку CinemaScope под стандартный размер экрана телевизора. Фильм был перевыпущен в 1985 году, как часть домашнего видео RCA/Columbia Pictures серией видеокассет для детей «Magic Window».
Второй короткометражный фильм включает дополнение на DVD-диске от Sony «5000 пальцев доктора Т.» 2001 года. Все, кроме второго, были включены в специальные функции двухдискового специального издания DVD фильма «Хеллбой: Герой из пекла» (выпущен 27 июля 2004 года), так как мультфильм можно увидеть на телевизорах на заднем плане в нескольких сценах. В январе 2006 года Sony переиздала четыре короткометражных фильма на DVD с очищенными отпечатками и с оригинальным соотношением сторон.
Персонаж, очень похожий на Джеральда МакБоинга Боинга, появляется в роли Тини Тима в специальном телевизионном выпуске NBC 1962 года Рождественская история мистера Магу. В DVD-релизе 2001 года был включен короткометражный анимационный фильм, в котором представлен Мистер Магу, так же персонаж UPA, присматривающий за МакБоингом Боингом. Короткометражка называется «Магу встречает МакБоинга-Боинга».

## Телевидение

### UPA
Шоу Джеральда МакБоинга-Боинга  (1956-57)
В 1956 году телеканал Си-би-эс создало получасовое шоу Шоу Джеральда МакБоинга-Боинга, с участием известного радиоведущего Билла Гудвина. Трансляция проходили воскресными вечерами, здесь проходила витрина карикатур UPA, в том числе Dusty of the Circus, The Twirlinger Twins и Панч и Джуди. Программа оказалась слишком дорогой для продолжения и просуществовало три месяца в эфире.
Повторы эпизодов выходили летом 1957 года по вечерам каждую пятницу. Шоу Джеральда МакБоинга-Боинга стал первым мультсериалом, который регулярно транслировался в прайм-тайм, предшествующим «Флинтстоунам» на два сезона.
Специальные телепередачи
Персонаж похожий на Джеральда МакБоинг-Боинга, появился в роли Тини Тима в телешоу 1962 года «Рождественская история мистера Магу». А в DVD-релизе имеется короткометражка под названием «Магу встречает МакБоинга-Боинга».

### Джеральд Макбоинг-Боинг(2005—2007)
Сериал, основанный на оригинальном мультфильме, начал выходить в эфир 22 августа 2005 года на канале Cartoon Network в рамках программного блока «Tickle-U» и транслировался с 29 августа того же года на канале Teletoon/Télétoon (Канада). В каждом 11-минутном эпизоде есть серия эпизодов с Джеральдом, из которых «фантастические сказки» написаны в стихах Сьюза. Есть также саундчеки, приколы и «реальные» части шоу. Его также транслировали на Эй-би-си в Австралии.
Джеральд по-прежнему издаёт только звуки (но его за это хвалят), но теперь у него есть два говорящих друга — Джанин и Джейкоб, собака по имени Берп, которая только рыгает. Безымянные родители Джеральда дополняют актёрский состав, хотя у его матери чёрные волосы, а не светлые. Сериал был создан канадской компанией Cookie Jar Entertainment. Режиссёром выступил Робин Бадд, а сценаристом стал Джон Деревлани. Анимация была создана студией Mercury Filmworks из города Оттава.